# Lodowe Siodło
Lodowe Siodło (ok. 1735 m) – przełęcz w polskich Tatrach Zachodnich pomiędzy Lodową Basztą (ok. 1750 m) a zachodnią grzędą Twardej Kopy w masywie Ciemniaka. Rejon przełęczy i jej północne stoki są trawiaste, natomiast w południowo-zachodnim kierunku opada spod przełęczy krótki żleb uchodzący do Lodowego Żlebu. W pobliżu przełęczy, po orograficznie prawej stronie Lodowego Żlebu (ok. 50 m od jego dna) znajduje się otwór wylotowy Jaskini Lodowej w Ciemniaku.